# Nebekian
Het Nebekian is een vroeg-epipalaeolithische archeologische cultuur van de zuidelijke Levant, gedateerd tot ongeveer 25.000 tot 19.000 jaar BP. Ze was ongeveer gelijktijdig met de Kebaracultuur, maar onderscheidt zich door het gebruik van verschillende soorten microlitische gereedschappen, en het grote aantal kerfresten. Het Nebekian wordt meestal aangetroffen in de oostelijke steppen en woestijnen van de regio, in tegenstelling tot het Kebaran, dat gecentreerd is aan de Middellandse Zeekust. De meeste Nebekian-sites waren kleine kampen die voor korte periodes bezet werden door jager-verzamelaars. Ze omvatten Uwaynid 14 en 18 bij Azraq, KPS-75 bij Kerak, Wadi Madamagh en 'Ayn Qasiyya in Jordanië.